# Taiwanprakttimalia
Taiwanprakttimalia (Liocichla steerii) är en fågel i familjen fnittertrastar inom ordningen tättingar.

## Utseende
Taiwanprakttimalian är en liten (17–19 cm) fnittertrast med liten näbb, bjärt gul fläck på tygeln, svart ögonbrynsstreck och rostrött på vingen. Den är vidare grå med vita streck på nacke och hjässa, olivbrun på ryggen, grå på övergumpen och olivgrön på stjärten. Undertill syns grått på strupe och bröst, olivgult på nedre delen av bröstet. Ögat är mörkbrunt, näbben svart och benen olivbruna.

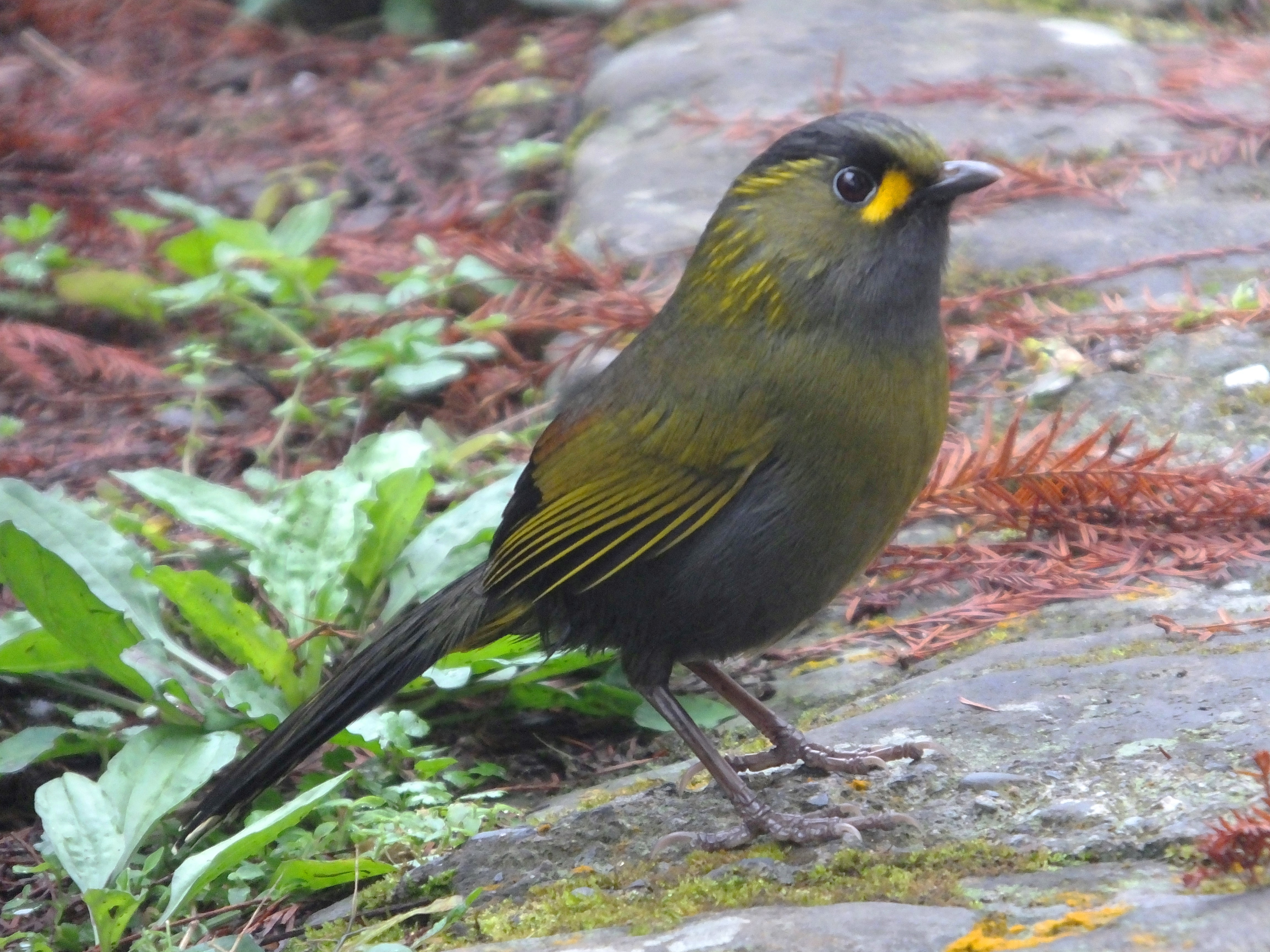

## Utbredning och systematik
Fågeln förekommer i bergsskogar på Taiwan. Den behandlas som monotypisk, det vill säga att den inte delas in i några underarter.

## Levnadssätt
Taiwanprakttimalian hittas i både barr- och lövskog på bergssluttningar mellan 1200 och 3000 meters höjd. Födan består av gräshoppor, fjärilslarver, daggmaskar, frukt, bär och frön. Den födosöker lågt, oftast högst två meter ovan mark, i par eller smågrupper. 

### Häckning
Häckningsperioden sträcker sig från mars till augusti/september. Det skålformade boet av bambublad, mossa, rötter, bark och döda löv placeras i en buske, ett bambustånd eller i högt gräs. Däri lägger den två till tre ägg.

## Status och hot
Arten har ett stort utbredningsområde och en stor population, men tros minska i antal, dock inte tillräckligt kraftigt för att den ska betraktas som hotad. Internationella naturvårdsunionen IUCN listar därför arten som livskraftig (LC). Den anses vara frekvent förekommande till mycket vanlig i rätt miljö.

## Namn
Fågelns vetenskapliga artnamn hedrar den amerikanske ornitologen Joseph Beale Steere (1842–1940).